# Natalia Cigliuti
Natalia Cigliuti (Nova Iorque, 6 de setembro de 1978) é uma atriz estadunidense descendente de uruguaios.

## Biografia

### Vida pessoal
Natalia Cigliuti nasceu na Big Apple, mas viveu boa parte de sua infância na Califórnia, onde conseguiu ainda adolescente se tornar uma atriz conhecida do público graças a participações em programas de televisão de sucesso. Ela se formou no Crescenta Valley High School, em La Crescenta, Califórnia.
Nativa de Nova Iorque e descendente de uruguaios, Cigliuti é fluente em espanhol, e sempre gostou de ficar perto de sua cidade natal. Atualmente ela reside em Rhode Island, estado próximo de sua cidade.
Em 24 de Julho de 2004, Cigliuti casou com Rob Rizzo, e ambos tem um filho chamado Kaden Robert, que nasceu no dia 2 de Julho de 2005.

### Carreira
Cigliuti iniciou sua carreira aos 14 anos, quando uma agência local de talentos a descobriu em um desfile. Aos 15 anos, ela conseguiu seu primeiro papel em uma série de televisão, que acabaria por se tornar um dos mais importantes para a atriz, Lindsay Warner em Saved by the Bell: The New Class. Na temporada seguinte, Cigliuti viria a se tornar uma integrante permanente do elenco do programa. Entre outras participações em séries de televisão podemos encontrar Pacific Palisades, Beverly Hills, 90210 e CSI.
Em fevereiro de 2004, a atriz ingressou no elenco de All My Children interpretando o papel de Anita Santos, no entanto, pouco mais de dois anos depois, Cigliuti deixou o programa por estar insatisfeita com os rumos que sua personagem vinha tomando.

## Filmografia

### Televisão
- 2010 "Velocidade Mortal" como Rosanna.
- 2000 That's 70 Show como "Boa e Fácil" (Nice and Easy) episódio 19 da 2ª temporada
- 2008 Raising the Bar como Roberta Gilardi
- 2006 All My Children como Anita Santos Warner
- 2006 Waterfront como Collette Centrella
- 2003 CSI: Miami como Toni
- 2002 The Random Years como Casey
- 2001 Some of My Best Friends como Jody
- 2000 V.I.P. como Caitlin Kittridge
- 2000 Sabrina, the Teenage Witch como Mindy
- 1999 Odd Man Out como Paige Whitney
- 1997 Unhappily Ever After como Francesca
- 1997 Pacific Palisades como Rachel Whittaker
- 1997 Beverly Hills, 90210 como Chloe Davis
- 1995 Saved by the Bell: The New Class como Lindsay Warner

### Cinema
- 2010 Kill Speed como Rosanna
- 2009 Hollywood Horror como Kathy
- 2008 Fast Glass como Rosanna
- 2002 Reality Check como Serendipity
- 1999 Held Up como Wilma
- 1999 Simon Sez como Claire Fence

## Prêmios
| Ano  | Premiação           | Categoria                                                    | Indicado(s)                                             | Resultado |
| ---- | ------------------- | ------------------------------------------------------------ | ------------------------------------------------------- | --------- |
| 1994 | Young Artist Awards | Melhor elenco em uma série de TV a cabo ou fora do primetime | dividido com elenco de Saved by the Bell: The New Class | Indicado  |